# Elizabeth McCombs
Elizabeth McCombs, född 1873, död 1935, var en nyzeeländsk politiker. 
Hon var ledamot (New Zealand Labour Party) i Nya Zeelands parlament för Lyttelton 1933-1935. Hon var den första kvinna som valdes in i Nya Zeelands parlament efter införandet av kvinnlig rösträtt 1893 och kvinnlig valbarhet 1919; hon hade då utan framgång ställt upp i valen 1928 och 1931.